# Черемас
Черема́с — посёлок в Арзамасском районе Нижегородской области. Входит в состав муниципального образования Чернухинский сельсовет.

## География
Располагается в лесах в 30 км к северу от Арзамаса.
По западной окраине посёлка проходит железнодорожная линия Нижний Новгород — Арзамас, имеется разъезд Черемас.

## Население
| 2002 | 2010 |
| ---- | ---- |
| 34   | ↘11  |